# Anne Haigis
 (septembre 2017).
Si vous disposez d'ouvrages ou d'articles de référence ou si vous connaissez des sites web de qualité traitant du thème abordé ici, merci de compléter l'article en donnant les références utiles à sa vérifiabilité et en les liant à la section « Notes et références ».
Anne Haigis, née le 9 décembre 1955 à Rottweil, est une chanteuse et musicienne allemande de pop et blues rock.

## Discographie
- For here where the life is (1981)
- Fingernails (1982)
- Anne Haigis (1984)
- Lass mich fallen wie Schnee (1985)
- Geheime Zeichen (1987)
- Indigo (1989)
- Cry wolf (1992)
- Dancing in the fire (1997)
- [mi:] (2000)
- ...in deutsch (Best of-Album) (2001)
- Homestory (2003)
- Das Beste in deutsch 2 (2004)
- 8:00 pm - im duo live (2005)
- Good Day for the Blues (2007)
- Wanderlust (2011)
- 15 Companions (2015)